# Campeche (stat)
 For alternative betydninger, se Campeche. (Se også artikler, som begynder med Campeche)
Den mexicanske delstat Campeche var længe en del af Yucatán og delte dens historie til midten af det 19. århundrede. Campeche brød ud fra Yucatán og blev en separat stat i Mexicos Forenede Stater den 7. august 1857.
Campeche deler grænser med de mexicanske stater Yucatán mod nordøst, Quintana Roo mod øst og Tabasco mod sydvest. Mod syd grænser staten op til provinsen Peten i Guatemala, mod sydøst til Belize og mod vest til Campeche-bugten, der er en del af den Mexicanske Golf. 
Campeches areal er 56.798 km². Ifølge en folketælling i 1998, er statens indbyggertal 708.041. ISO 3166-2-koden er MX-CAM.
Foruden hovedstaden af samme navn, Campeche, er der blandt andre byerne Champotón, Ciudad del Carmen og Escárcega, foruden mange maya-ruiner, såsom Becan, Calacmul, Civiltuk, Dzibilnocac, Etzna, Hochob, Holactun, Rio Bec, Uxul, Xicalango, Xpuhil og Xtampak. 
Staten er opdelt i elleve kommuner (municipios): Campeche, Carmen, Candelaria, Escárcega, Calkiní, Calakmul, Champotón, Hecelchakán, Hopelchen, Palizada og Tenabo.